# 楊耿光 (萬曆進士)
楊耿光（1548年—？），字覲之，號環溪，山東萊州府平度州人，軍籍，明朝政治人物。

## 生平
萬曆四年（1576年）丙子鄉試三名，萬曆十四年（1586年）丙戌科會試一百七名，登三甲第六十七名。工部观政，任山西平陽府推官。

## 家族
曾祖楊傑；祖父楊逵；父楊節，曾任教諭。母高氏。严侍下。弟幸旂、于朝、诗、重光（俱生员）、用光（禮生）、近光、文光、國光、观光、有光、迪光。